# Milupė
Milupė je řeka 2. řádu na jihu Litvy v okrese Šakiai, pravý přítok řeky Šešupė, do které se vlévá u vsi Tumpai, 133,9 km od jejího ústí do Němenu. Pramení 2,5 km severně od městečka Barzdai. Teče klikatě zpočátku směrem severním, protéká městečkem Barzdai, za kterým se stáčí zvolna k západu a v tomto celkovém směru pokračuje až do soutoku s řekou Šešupė. Protéká většinou otevřenou krajinou, jen ke konci dolního toku protéká lesem. Řeka je celá regulovaná. Říční údolí je ploché, nevyznačené a velmi široké.

## Přítoky
- Pravé:

| Hydrologické pořadí | Řeka        | Délka (km) | Povodí (km²) | Vzdálenost od ústí (km) | Ústí kde     | Koordináty ústí                 |
| ------------------- | ----------- | ---------- | ------------ | ----------------------- | ------------ | ------------------------------- |
|                     | Klampupis   | 2,0        |              | 9,7                     | Stugučiai    | 54°46′54″ s. š., 23°9′46″ v. d. |
| 15010521            | Šiekštupis  | 9,8        | 11,2         | 9,3                     | Stugučiai    | 54°46′51″ s. š., 23°9′25″ v. d. |
| 15010522            | Vėžupis     | 4,2        | 7,2          | 5,0                     | Janukiškiai  | 54°46′11″ s. š., 23°5′48″ v. d. |
| 15010523            | Varnupis    | 3,3        | 2,4          | 3,7                     | Janukiškiai  | 54°46′ s. š., 23°4′40″ v. d.    |
| 15010524            | Vingrupis   | 6,0        | 7,8          | 1,3                     | Pavingrupiai | 54°45′51″ s. š., 23°2′48″ v. d. |
| 15010525            | Skriaudupis | 3,8        | 2,6          | 0,9                     | Tumpai       | 54°45′53″ s. š., 23°2′22″ v. d. |

- Levé:

| Hydrologické pořadí | Řeka     | Délka (km) | Povodí (km²) | Vzdálenost od ústí (km) | Ústí kde    | Koordináty ústí                 |
| ------------------- | -------- | ---------- | ------------ | ----------------------- | ----------- | ------------------------------- |
|                     | Meškinis | 1,6        |              | 6,4                     | Janukiškiai | 54°46′54″ s. š., 23°9′46″ v. d. |